# Lucia Lucia
Lucia Lucia (* 21. Oktober 1997 in Hamburg) ist eine deutsche Autorin und Slam-Poetin.

## Leben und Wirken
Lucia Lucia begann ihre überregionale Bühnenkarriere 2017, als sie unter diesem Pseudonym auf einem Poetry Slam in Hamburg den Text „Mathilda“, der Millionenfach geklickt wurde, vor dem Norddeutschen Rundfunk vortrug. Thematisiert wird dabei das Phänomen des Selbsthasses einer heranwachsenden Generation. „Mathilda“ schämt sich, leidet unter psychischen Störungen und ist traumatisiert durch sexualisierte Gewalt. Dieser „Aufschrei“ löste allerlei Kontroversen aus, machte Lucia Lucia aber über Nacht berühmt.
Im selben Jahr inszenierte sie außerdem ihr erstes eigenes Theaterstück, welches ebenfalls psychische Störungen bei Jugendlichen thematisierte.
Kurz darauf wurde sie Hamburger Stadtmeisterin im Poetry Slam und tourte 2018 mit ihrem ersten abendfüllenden Programm „Oh, aber ja!“ durch Deutschland, Österreich und die Schweiz.
Im Jahr 2019 erschien ihr Lyrikband „Texte, die auf Liebe enden“, mit dem sie zum ersten Mal auf deutschlandweite Lesereise ging.
Lucia Lucia lebt in Berlin.

## Werke
- 2018: In Ordnung so, Unsichtbar Verlag, Diedorf (Edition kleinLAUT / Minibücher für Erwachsene)[5]
- 2019: Texte die auf Liebe enden: Reality in Poetry, S. Fischer Verlag, Frankfurt am Main[6]

## Auszeichnungen
- Stadtmeisterin des Poetry Slams Hamburg[7]